# Roboter als Service
| QS-Informatik | Dieser Artikel wurde wegen inhaltlicher Mängel auf der Qualitätssicherungsseite der Redaktion Informatik eingetragen. Dies geschieht, um die Qualität der Artikel aus dem Themengebiet Informatik auf ein akzeptables Niveau zu bringen. Hilf mit, die inhaltlichen Mängel dieses Artikels zu beseitigen, und beteilige dich an der Diskussion! (+) Begründung: Benötigt Vollprogramm |

Roboter als Service oder Robotik als Service (RaaS, englisch Robots as a service) ist eine Cloud-Computing-Einheit, welche die nahtlose Integration von Robotern und eingebetteten Geräten in das Internet und das Cloud Computing erleichtert. In Bezug auf serviceorientierter Architektur (SOA) beinhaltet eine RaaS-Einheit Dienste für die Ausführung von Funktionen, ein Dienstverzeichnis für die Erkennung und Veröffentlichung und Dienst-Clients für den direkten Zugang. Die aktuelle RaaS Implementation erleichtert SOAP (Simple Object Access Protocol) und RESTful (Representational State Transfer) Kommunikationen zwischen RaaS- und anderen Cloud Computing-Einheiten. Zum Support der RaaS Implementation stehen Hardwareunterstützungen und Standards zur Verfügung. Devices Profile for Web Services (DPWS) definiert bestimmte Implementationseinschränkungen, um einen sicheren Austausch von Webdiensten und die Erkennung, Beschreibung und Planung auf Geräten mit eingeschränkten Ressourcen zwischen Webdiensten und Geräten zu ermöglichen.
RaaS kann als eine Einheit des Internet of Things (IoT), Internet of Intelligent Things (IoIT) gesehen werden. Diese befassen sich mit intelligenten Geräten, die über eine angemessene Rechenkapazität verfügt, einem Cyber-physischen System (CPS), das eine Kombination aus einem großen Rechen- und Kommunikationskern und physischen Elementen ist, die mit der physischen Welt interagieren können und einem autonomen dezentralen System (ADS), dessen Komponenten so konzipiert sind, dass sie lose gekoppelt sind und Daten über ein inhaltsorientiertes Protokoll austauschen können.
Der häufigere Gebrauch des Ausdrucks Roboter als Service (RaaS) ist als finanzielles Modell für den Kauf und Gebrauch eines physischen Industrie- oder Serviceroboters. In einem RaaS Kaufvertrag zahlt der Käufer für den Brauch eines physischen Gerätes durch einen Vertrag auf Abonnementbasis. RaaS unterscheidet sich dadurch von einem Leasingvertrag, dass der ursprüngliche Hersteller das physische robotische Gerät weiterhin besitzt und die Maschine als Vermögenswert in seinen Unterlagen ausweist. RaaS wird für viele Roboterzubehör-Hersteller immer beliebter, da die Käufer das Zubehör durch Betriebskostenbudgets und nicht durch Investitionsaufwand kaufen können. Der Servicevertrag für RaaS fordert, dass der ursprüngliche Hersteller den Roboter aktualisiert und ihn während der Vertragsdauer in einem guten Arbeitszustand hält. Alle Teile und Dienstleistungen für die vorsorgliche Wartung sind ebenfalls im Vertrag. Der ursprüngliche Hersteller kann den physischen Robotern jederzeit mit einer anderen, gleichen Maschine austauschen. Darüber hinaus kann der ursprüngliche Hersteller Fernservice via dem Internet zur Verfügung stellen, um das System zu überwachen, besichtigen und zu reparieren, oder wiederherzustellen. RaaS hat seinen Namen vom Software as a Service (SaaS) Geschäftsmodell, welches im Enterprise Softwaremarkt bekannt wurde.

## Geschichte
Das ursprüngliche Design und die Implementation, serviceorientierte Datenverarbeitung an eingebetteten Systemen und Robotern anzuwenden wurde zuerst im 49. IFIP 10.4 Workgroups Meeting im Februar 2006 präsentiert. Im ursprünglichen Design ist ein Roboter der Serviceclient, der das Dienstverzeichnis untersucht und Webservice auf Webseiten konsumiert. Vom serviceorientierten Roboter entwickelt ist der Roboter als Service eine all-in-one SOA-Einheit. Das heißt, die Einheit beinhaltet Service für die Ausführung von Funktionen, ein Dienstverzeichnis für die Erkennung und Veröffentlichung und Anwendungen für den direkten Zugang der Kunden. Dieses all-in-one Design gibt der Robotereinheit die Tools und Kapazität, eine unabhängige Cloudeinheit in der Cloud Computing Umgebung zu sein. Nach RaaS Konzepten wurde ein Visual IoT/Robotics Programming Language Environment (VIPLE) entwickelt.

## RaaS Architektur
RaaS folgt SOA (serviceorientierte Architektur) und ist eine Cloud Computing-Einheit. Eine RaaS Einheit ist ein Dienstanbieter, -markler und -kunde:
1. Eine RaaS Cloud-Einheit ist ein Dienstanbieter: Jede Einheit beherbergt einen Speicherort mit vorinstallierten Diensten. Ein Entwickler oder Klient kann neue Dienste implementieren oder vom Roboter entfernen. Die Dienste können von diesem Roboter verwendet und mit andern Robotern geteilt werden.
2. Eine RaaS Cloud enthält ein Set von Anwendungen im Einsatz: Ein Entwickler oder Klient kann eine neue Anwendung (Funktion) basierend auf den Diensten, die in- und außerhalb der Einheit verfügbar sind, entwickeln.
3. Eine RaaS-Einheit ist ein Dienstmarkler: Ein Klient kann die Anwendungen und Dienste des Roboters durch das Surfen im Verzeichnis nachschlagen. Die Anwendungen und Dienste können in einer Hierarchie von Klassen organisiert werden, um die Durchsuchung zu erleichtern.

Das sind die Hauptkomponente einer RaaS-Einheit und typische Anwendungen und Dienste, die eingesetzt werden. RaaS-Einheiten sind für die Cloud Computing Umgebung entwickelt. Die dienste in RaaS werden mit den Drivern und anderen operierenden Systemkomponenten kommunizieren, welche des Weiteren mit den Geräten und anderen Hardwarekomponenten kommunizieren. Die RaaS-Einheiten können, falls die kabellose Infrastruktur verfügbar ist, direkt durch W-LAN oder einem ad hoc kabellosen Netzwerk miteinander kommunizieren. Die Kommunikation zwischen RaaS und anderen Diensten in der Cloud funktioniert durch die Standarddienstschnittstelle WSDL, ermöglicht durch DPWS oder RESTful service overall HTTP.
Manche Prototypen von RaaS wurden implementiert, welche Webschnittstellen sowie physische Geräte beinhalten.
Verlässlichkeit, Beständigkeit und Sicherheit sind kritisch im RaaS Design. Kollaborierende RaaS-Einheiten können für redundante Ausführungen geplant werden, um die Operationen der anderen zu unterstützen. Das redundante Design kann ebenfalls Angriffe auf Anweisungsebenen wie Code-Injektion und ROP-Angriffe (Return Oriented Programming) abwehren. Da die RaaS-Einheiten unabhängig voneinander sind, ist es wahrscheinlich, dass die Gadget-Programmierung auf Anweisungsebene in verschiedenen Geräten verschiedene Sequenzen generiert. Diese Unterschiede im Benehmen können von der Kollaboration unter den RaaS-Einheiten erkannt werden. Die größte Herausforderung bei der Entwicklung von RaaS ist, mit der Diversität der Netzwerke, Anwendungen und Umgebungen der Nutzer klarzukommen. Im Cloud Computing sind die Netzwerk- und Kommunikationsprotokolle auf ein paar Standards beschränkt, wie z. B. WSDL, SOAP, HTTP und RESTful Architektur. In RaaS sind HTTP, SOAP und WSDL der Standard und robotische Anwendungen sind die wichtigsten Designüberlegungen.

## Anwendungen
RaaS können überall genutzt werden, wo SOA, Cloud Computing, IoT, CPS und ADS genutzt werden. Bei der Anwendung in der Informatikausbildung verwendet RaaS schon bestehende Dienste, um verschiedene Anwendungen auf Workflow-Ebene zu entwickeln, welche die Lernkurve im Bereich von Roboterprogrammierung deutlich reduzieren.
In der Industrie ist RaaS ein Konzept, das immer beliebter wird. Dank der Flexibilität, Praktik und Kosten-Effektivität haben viele Unternehmen ein Auge darauf geworfen. Da RaaS im Bereich Kosten so viel Geld spart, hilft es KMUs sich weiterzuentwickeln, ohne große Investitionen zu erleiden. Meistens wird RaaS durch eine monatliche Miete bezahlt, in manchen Fällen jedoch in einer jährlichen.